# Noya (Departement)
Noya ist ein Departement in der Provinz Estuaire in Gabun und liegt im Westen des Landes. Das Departement hatte 2013 etwa 4200 Einwohner.

## Gliederung
- Cocobeach